# Saranče zlatavá
Saranče zlatavá (Chrysochraon dispar) je druh saranče z čeledi sarančovitých. 
Vyskytuje se v celé Palearktické oblasti až po Sibiř.

## Poddruhy
- Chrysochraon dispar dispar
- Chrysochraon dispar giganteus
- Chrysochraon dispar longipteron
- Chrysochraon dispar major

## Zbarvení
U saranče zlatavé je jasně znatelný pohlavní dimorfismus. Samec je převážně zelený, samice je větší než samec a je zbarvená do běla. Občas se vyskytnou i růžové kusy. 